# 葉麗珠
葉麗珠(1952年—)，台灣人，外台小生歌仔戲演員，自小入戲班學戲。十歲加入「秋月歌仔戲團」的「囝仔班」，藝名「秋童珠」，十七、八歲出班，曾經上台視、中視參與歌仔戲演出。二十八歲組成「葉麗珠三姊妹歌劇團」表演至今，陸續改編不少內台劇目如《真假馬天狗》等在班裡演出，也在他團流傳。「葉麗珠三姊妹歌劇團」表演風格熱烈，主要演出熱鬧的胡撇仔戲吸引觀眾。

## 經歷
- 1962~1963年，決定走上演藝生涯，進入「秋月歌班」，藝名「秋童珠」表現出色，被分配為「七大柱」中的角色
- 1968~1969年，在秋月待了五年半後出班
- 曾受邀進入台視與小明明合演
- 曾進入中視演出
- 曾與黃俊雄等人同台演出
- 曾進入外台「新琴聲歌劇團」
- 1971年左右整組「葉麗珠三姊妹歌劇團」
- 改編內台戲齣在班裡演，例如《劉伯溫傳－－生死戀》、《賣某做大舅》、《真假馬天狗》、《一代妖后－－劍王子定國》等

## 演出劇作
- 《九龍城風雲傳》
- 《一鏢之仇》《鬼修羅》《水鬼變城隍--善惡報》《負心郎(海公廟)》
- 《恨爸爸》《雙天台》《鐵公雞》《無頭怪(三假按君)》
- 《霸王奪姬(鐵翅金鷹小霸王)》《宮怨(錯配姻緣)》
- 《祈願》《南柯一夢》《父子同妻(海棠王--父子同一妻)》
- 《飛賊黑鷹》《兄弟多情》《三打城隍》《風流王子》
- 《水萍怪影》《五路財神》《五粒寶珠》《阿母的兒子》
- 《夫妻陰陽情》《林成功斷情橋》《真假馬天狗》《櫻花戰爭》
- 《賣某做大舅(秦始皇出世)》《玉面雙怪貓》《血仇二十年》
- 《收蜘蛛大聖(收蜘蛛)》《五鳳山大決鬥(黃金仇)》《一箭仇》
- 《丁蘭二十四孝》《劉伯溫傳--生死戀》《一代妖后--劍王子定國》
- 《小霸王怒殺于吉》《忠孝節義--丁蘭刻木傳世間》《杜回救主》
- 《三本鐵公雞》《魚美人》《羅通歸天》《武松殺嫂》《金獅子》《為你活下去》
- 《天長地久》《華山救母》《新寶蓮燈》《柒煞姻緣之周公鬥法桃花女》
- 《黑白狐狸戀愛夢》《暗光鳥-孝子判親母》《政治投資:呂不韋與秦始皇》《兄妺情》

## 外部連結
- 葉麗珠1
- 葉麗珠 | Facebook